# مورگان کریک انترتینمنت
مورگان کریک اینترتینمنت یک کمپانی تولید کننده فیلم آمریکایی است. این استودیو در سال ۱۹۸۸ توسط جیمز رابینسون و جو روث تأسیس شد.